# 富隈城
富隈城（とみくまじょう、とみのくまじょう）は、鹿児島県霧島市隼人町住吉の浜之市地区にあった安土桃山時代末期の日本の城。霧島市指定史跡。

## 沿革
文禄4年（1595年）、豊臣秀吉により強制的に隠居させられた島津義久はそれまで居城としていた内城を退去する事態に追い込まれ、急遽薩摩国と大隅国の境にあり、港が近くにあるこの地に屋形を築いた。これが富隈城である。
通常島津氏の城は裏山に後詰めの山城があるが、この富隈城にはそれに当たる物が無く、秀吉に対して恭順の意を表したとも、或いは秀吉に圧力を掛けられたとも言われている。周囲は南北250メートル、東西150メートル、高さ30メートル余りであり、かつては堀があったとも言われるが、単に丘の上に屋敷がのっかっているだけであり、防御面には非常に弱い城であった。
慶長9年（1604年）、島津義久は隣の国分に新しい城・国分城を築いて移り、富隈城は廃城となった。
義久がこの地に移転したのは不本意なことであったらしいが、その僅かな在城期間に城下の浜之市の港を整備して商人を招き、江戸時代には坊津、山川等と並ぶ薩摩藩内では栄えた港の一つとなった。この地で行った開発を義久は国分で引き続き行っており、実験的な城下町の一つだったと考えられる。
現在は石垣のみが残っており、北側には公園ができている。南東隅の石は加藤清正が寄進したものと伝わる。